# Giles, Giles and Fripp
Giles, Giles and Fripp byla britská rocková skupina fungující v letech 1967 a 1968. Jejími zakládajícími členy byli Michael Giles (bicí, zpěv), Peter Giles (baskytara, zpěv) a Robert Fripp (kytara). Natočila jedno studiové album a poté se stala základem progresivně rockové skupiny King Crimson.

## Historie
Skupina vznikla v srpnu 1967 v anglickém městě Bournemouth v Dorsetu, když bratři Gilesovi, bubeník Michael a baskytarista Peter, hledali skrze novinový inzerát zpívajícího klávesistu. Ozval se jim Robert Fripp, který, ač působil jako nezpívající kytarista, byl přijat. Od konce roku 1967 do konce roku 1968 působila kapela v Londýně a během tohoto období natočila množství domácích demo nahrávek, nikdy však nehrála živě. Tato dema brzy zapůsobila na nahrávací společnost Decca Records, jejíž nově vzniklá divize Deram Records podepsala se skupinou Giles, Giles and Fripp nahrávací kontrakt. V dubnu tedy kapela nahrála své debutové album The Cheerful Insanity of Giles, Giles and Fripp (vydáno v září 1968) a dva singly, všechny nahrávky ale komerčně propadly.
Na podzim 1968 se ke skupině přidal Ian McDonald (hrající na saxofon, flétnu a klarinet) a bývalá zpěvačka skupiny Fairport Convention Judy Dybleová. McDonaldův klarinet při přimíchán na singlovou verzi písně „Thursday Morning“. Deram následně odmítlo další nahrávky kapely včetně písní „She Is Loaded“ a „Under the Sky“, tato pozdější díla byla zařazena na jako bonusy na CD reedice alba The Cheerful Insanity of Giles, Giles and Fripp. Dybleová nefiguruje na žádných nahrávkách Deramu.
Skupina dále pokračovala v domácím nahrávání, Judy Dybleová zpívá v několika písních, např. v „Make It Today“ či demo verzích „Under The Sky“ a „I Talk to the Wind“. Jedna z melodií písně „Passages of Time“ byla později použita ve skladbě King Crimson „Peace – An End“. Kolekce těchto domácích nahrávek byla v roce 2001 oficiálně vydána jako The Brondesbury Tapes.
Na konci roku 1968 opustil skupinu baskytarista Peter Giles a Fripp s Michaelem Gilesem a McDonaldem založil skupinu King Crimson. Peter Giles se poté objevil na jejich druhém albu In the Wake of Poseidon (1970), ve 21. století hrál ve skupině 21st Century Schizoid Band. Dybleová se připojila k duu Trader Horne. Michael Giles a Ian McDonald vydali v roce 1971 společné album McDonald and Giles.